# Hither Shore
Hither Shore, Untertitel interdisciplinary journal on modern fantasy literature, ist das interdisziplinäre und internationale Jahrbuch der Deutschen Tolkien Gesellschaft (DTG).
Es erschien ab 2004 im Düsseldorfer Verlag Scriptorium Oxoniae mit jährlichen Ausgaben bis 2017. Die Ausgaben 2018 steht noch aus. Mit der Ausgabe Nr. 16 (2019) übernimmt der Essener Oldib Verlag die Herausgabe des Hither Shore. Enthalten sind in den einzelnen Bänden u. a. die Beiträge des vorhergehenden Interdisziplinären Seminars der DTG. Zu den Autoren gehören u. a. Thomas Honegger,  Wilhelm Kuehs, Friedhelm Schneidewind und Frank Weinreich. Die Herausgeberschaft verteilt sich auf mehrere Köpfe, die Gesamtleitung liegt bei Thomas Fornet-Ponse.

## Auszeichnungen
- Deutscher Phantastik Preis 2006: „Bestes Sekundärwerk“[2]
- Deutscher Phantastik Preis 2008: „Bestes Sekundärwerk“[2]

## Bände
- Hither Shore 1: Tolkien und seine Deutungen, Düsseldorf 2004, ISBN 978-3-00-015786-8
- Hither Shore 2: Tolkiens Weltbild(er), Düsseldorf 2005, ISBN 978-3-9810612-0-8
- Hither Shore 3: History of Middle-earth, Düsseldorf 2006, ISBN 978-3-9810612-1-5
- Hither Shore 4: Tolkiens kleinere Werke, Düsseldorf 2007, ISBN 978-3-9810612-2-2
- Hither Shore 5: Der Hobbit, Düsseldorf 2008, ISBN 978-3-9810612-3-9
- Hither Shore 6: Gewalt, Konflikt und Krieg bei Tolkien, Düsseldorf 2009, ISBN 978-3-9810612-4-6
- Hither Shore 7: Tolkien und Romantik, Düsseldorf 2010, ISBN 978-3-9810612-5-3
- Hither Shore 8: Tolkien und das Mittelalter, Düsseldorf 2011, ISBN 978-3-9810612-6-0
- Hither Shore 9: Tolkien's Influence on Fantasy, Düsseldorf 2012, ISBN 978-3-9810612-7-7
- Hither Shore 10: Tolkien-Adaptionen, Düsseldorf 2013, ISBN 978-3-9810612-8-4
- Hither Shore 11: Natur und Landschaft in Tolkiens Werk, Düsseldorf 2014, ISBN 978-3-9810612-9-1
- Hither Shore 12: Tolkiens „On Fairy-stories“, Düsseldorf 2015, ISBN 978-3-9818313-0-6
- Hither Shore 13: Tolkiens Philosophie der Sprache, Düsseldorf 2016, ISBN 978-3-9818313-1-3
- Hither Shore 14: Worldbuilding in Fantasy Literature, Düsseldorf 2017, ISBN 978-3-9818313-2-0
- Hither Shore 15: Noch offen, in Vorbereitung.
- Hither Shore 16: Macht und Autorität in Tolkiens Werk, Essen 2023, ISBN 978-3-939556-99-2
- Hither Shore 17: Brücken und Grenzen, Essen 2022, ISBN 978-3-939556-93-0
- Hither Shore 18: Tolkien und Politik – Tolkien and Politics, Essen 2023, ISBN 978-3-939556-97-8
- Hither Shore 19: Raum und Zeit in Tolkiens Werk – Space and Time in Tolkien's Work, Essen 2023, ISBN 978-3-910869-02-8
- Hither Shore 20: Mit anderen Augen:Die Visualisierung von Tolkiens Werk – With Other Eyes: The Visualisation of Tolkien's Work, Essen 2024, ISBN 978-3-910869-10-3